# USS Samoa (CB-6)
USS Samoa (CB-6) był wielkim krążownikiem typu Alaska, którego budowa została przerwana przed ukończeniem okrętu. 
Był planowany jako szósty okręt swojego typu. Budowa "Samoa" została zatwierdzona 9 września 1940, i jego konstrukcję miano rozpoczęto w New York Shipbuilding Corporation w Camden. "Samoa" miał być ukończony do 1 grudnia 1946 roku, ale wszystkie dostępne materiały i pochylnie były przeznaczane dla okrętów o wyższym priorytecie: lotniskowców, niszczycieli i okrętów podwodnych. To spowodowało przesunięcie momentu położenia stępki do momentu, w którym wielkie krążowniki nie były potrzebne. Budowa "Samoa", nigdy nie rozpoczęta, została w końcu oficjalnie anulowana 24 czerwca 1943 roku.